# Nationaal park Křivoklátsko

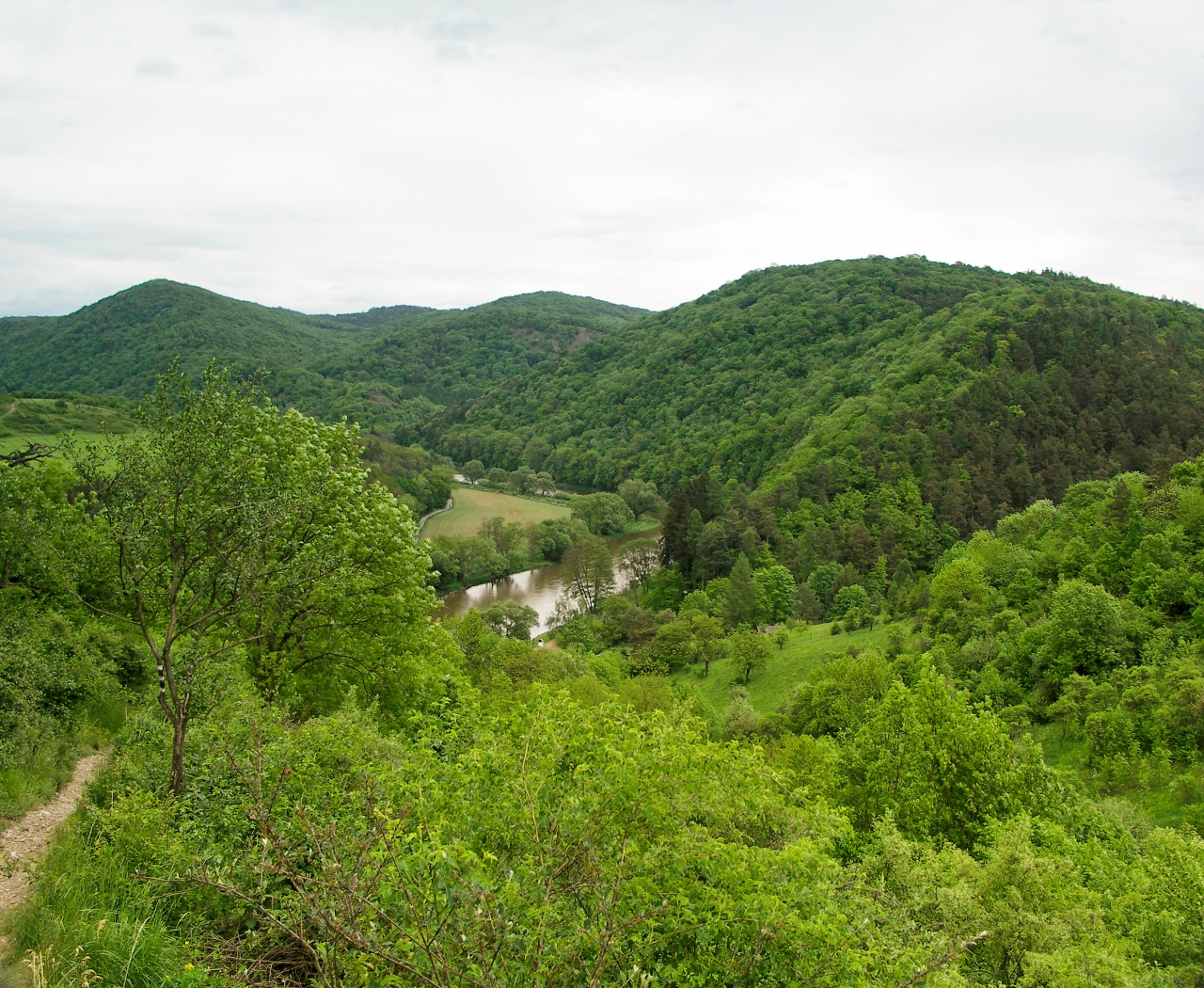

Nationaal park Křivoklátsko is een nationaal park in oprichting in Tsjechië. Het Tsjechische ministerie van Milieu is begonnen met de oprichting van het toekomstige nationaal park rond Beroun. Het omvat bossen, rotsen en puinhellingen, steppen, valleien en de kloof van de Berounka-rivier. Het gebied omvat heuvels als de Spálený vrch (523 m) en Na Budkách (513 m). Het park zal 16% beslaan van het huidige minder streng beschermde natuurgebied (beschermd landschapsgebied) CHKO Křivoklátsko.